# Mike Martin Field at Dick Howser Stadium
Le Mike Martin Field at Dick Howser Stadium est un stade de baseball à Tallahassee situé près du Bobby Bowden Field at Doak Campbell Stadium dans le campus de l'Université d'État de Floride. Le stade accueille les rencontres à domicile de l'équipe universitaire de baseball.

## Biographie
Le stade porte le nom de Dick Howser, ancien joueur et entraineur de l'équipe, et de Mike Martin entraineur actuel de l'équipe.
La meilleure affluence fut lors d'un match contre l'université de Miami le 19 avril 2008 où 6 789 spectateurs assistèrent à la rencontre.